# Panini (sprogforsker)
Denne side handler om den indiske sprogforsker Panini. For artiklen om den italienske sandwich, se Panino.
 For alternative betydninger, se Panini. (Se også artikler, som begynder med Panini)
Pāṇini (Devanāgarī: पाणिनि, IPA: [pɑːɳɪn̪ɪ]) var en indisk logiker, sprogforsker indenfor grammatik. Forskellige kilder angiver at han skulle have levet mellem 500-tallet og 300-tallet f.Kr. Han blev formentlig født i Shalatula, et område ved Indus-floden i det nuværende Pakistan.
Han er kendt for værker om beskrivelsen af sanskrit, som er historisk betydningsfulde for udviklingen af lingvistik ved at være eksempler på en præcis beskrivelse af grammatik.

## Pāṇinis grammatiske regler
Pāṇinis grammatik for sanskrit er yderst systematisk og bygger på mønstre, som han fandt i sproget selv. Sproglige kendetegn bliver kategoriseret efter deres overensstemmelser og danner dernæst grundlaget for det kompleks af ordnede, morfologiske regler, som udgør hovedparten af hans arbejde. Indbygget i Paninis analytiske fremgangsmåde findes begreberne fonem (lydelement) og morfem (formelement), som først blev erkendt af vestlige lingvister flere årtusinder efter, at han brugte dem. Paninis grammatik er bemærkelsesværdigt neutral. Den forsøger ikke at opstille regler for, hvordan man skal tale eller skrive. Panini var kun interesseret i, hvad folk faktisk sagde eller skrev.
Pāṇinis regler kan siges at være perfekte, det vil f.eks. sige, at de beskriver sanskrits morfologi så perfekt, at programmører har brugt dem for at få computere til at forstå sanskrit.
Pāṇini bruger regler, overregler og tilbageføringer på en gennemtænkt måde, så hans grammatik har en computerkraft, der svarer til en Turingmaskine. I den forstand kan Pāṇini betragtes som skaberen af computeren. Grammatikker af Pāṇini-typen er også lavet for ikke-sanskrit sprog.
Én af Paninis metoder til beskrivelse af lingvistiske strukturer og adfærd var at skabe analyser af forskellige, gamle hinduistiske skrifter, som f.eks. shiva-sutraerne. Ved at formulere en logik, som var baseret på sanskrits morfologi, kunne han analysere andre skrifter og vise, at deres indbyggede formregler var i overensstemmelse med hans nedskrevne principper.
Pāṇini er en afgørende del af den tidlige, hinduistiske eller vediske kultur, for sanskrit var Vedaernes sprog.
Set på baggrund af den tid, han levede i, er Pāṇini ét af de mest indsigtsfulde mennesker i videnskabens historie. I dag kan hans konstruktioner sammenlignes med moderne definitioner på matematiske funktioner. I sin bog, The Crest of the Peacock (ISBN 0-691-00659-8), påviser G. C. Joseph, at den indiske matematiks algebraiske præg opstod som en konsekvens af sanskrits struktur. Derfor skabte Pāṇini arbejde et eksempel på en videnskabelig beskrivelsesmetode, som har været medvirkende til, at senere matematikere har brugt abstrakte beskrivelsesmåder, når de skulle karakterisere algebraiske ligninger, grundsætninger og resultater i videnskabelig form.

## Værker
Pāṇinis grammatik formodes at være fra 350 f.Kr. Den del der kaldes Ashtadhyayi består af 4000 regler kaldet sutraer for sanskritsprogets morfologi. Shivasutraerne handler om lydlæren (fonologi, "Dhatupatha" om verbalrødder og "Ganapatha" om ordklasse.

## Liv og datering
Tidspunktet for Paninis liv og arbejde er omstridt.
Navnet Pāṇini er et patronym og betegner en efterkommer af en person med navnet Paṇina. Hans fulde navn var Dakṣiputra Pāṇini ifølge vers 1.75.13 og 3.251.12 af Patanjalis Mahābhāṣya. Første del kan tolkes til at angive moderens navn som Dakṣi.
Pāṇini boede sandsynligvis i Śalatura i Gandhāra i det nordvestlige indiske subkontinent (nu Pakistan under Mahājanapada-æraen.
Bud på hans levetid ligger fra omkring det syvende århundrede f.Kr. og til det fjerde århundrede f.Kr.
George Cardona (1997) argumenterer for at dateringen skal lægge senest mellem 400 og 350 f.Kr., mens en tidligere datering vil afhænge af fortolkning.
Von Hinüber (1989) og Falk (1993) placerer Pāṇini i midten af det 4. århundrede f.Kr. ved hjælp af numismatik. Pāṇinis rupya (vers A 5.2.119, A 5.2.120, A. 5.4.43, A 4.3.153) nævner nemlig en bestemt guldmønt kaldet niṣka, som blev tilgængelig i Indien i det 4. årh. f.Kr., hvilket gør den tidligst mulige placering 350 f.Kr.
Cardona nævner to sproglige kilder til dateringen af Pāṇini.  Forekomsten af ordet yavanānī i 4.1.49, der henviser til en skrift som kunne være kileskrift eller det græske alfabet antyder en dato for Pāṇini efter Alexander den Stores indiske felttog i 326 f.Kr. Cardona afviser denne mulighed og hævder, at yavanānī også kan referere til en Yavana-kvinde; og at indere havde kontakt med den græske verden før Alexanders erobringer. Max Müller argumenterede for at yavana kunne referere til en ionisk (dvs. græsk) kvinde i Paninis tid, men også et semitisk eller mørkhudet indisk folk. Sutra 2.1.70 af Pāṇini nævner kumāraśramaṇa, afledt af śramaṇa, som potentielt henviser til en kvindelig buddhistiske nonne, hvilket antyder at Pāṇini skal placeres efter Gautama Buddha. K.B Pathak (1930) hævdede, at kumāraśramaṇa også kunne henvise til en jainistisk nonne, hvilket betyder, at Pāṇini ikke nødvendigvis skal placeres efter Buddha.
Andre daterer hans værker sprogligt til det sjette eller femte århundrede f.Kr.:
- Ifølge Bod definerer Pāṇinis grammatik klassisk sanskrit, så Pāṇini er kronologisk placeret i den senere del af den vediske periode, det syvende til det femte århundrede f.Kr. [21]
- Ifølge A. B. Keith er den sanskrittekst der bedst matcher sproget beskrevet af Pāṇini, teksten Aitareya Brāhmaṇa (8.-6. årh. f.Kr.).[22]
- Scharfe har skrevet: "hans nærhed til det vediske sprog, som findes i Upanisaderne og vediske sūtras, antyder det 5. eller måske 6. årh. f.Kr."[6]

Det er ikke sikkert, om Pāṇini nedskrev sine værker, selvom der er enighed om, at han kendte til en form for skrift, ud fra at han bruger ord som lipi ('skrift') og lipikara ('skribent') i afsnit 3.2 i Aṣṭādhyāyī.  Harry Falk har skrevet at oldtidens indere hverken kendte eller brugte skrift, og at Panini derfor sandsynligvis refererer til semitiske eller græske skriftsystemer. Salomon er kritisk overfor Falk og kaldet hans argumenter "spekulative". Ifølge Scharfe kan Lipi være et lån fra oldpersisk Dipi. Han noterer desuden at den indiske kultur og litteratur har en stærk tradition for mundtlig overlevering. Kenneth Norman tilføjer at skriftsystemer i Indien ikke opstod på et bestemt tidspunkt i deres endelig form, men blev udviklet over tid. Jack Goody mener at indien højst sandsynligt havde en meget gammel skriftkultur ved siden af den mundtlige pga. størrelsen, kompleksiteten og præcisionen af den overleverede litteratur. Johannes Bronkhorst mener at mundtlig overlevering af de vediske tekster er sandsynlig, men at der ikke findes nogle tilsvarende eksempler på mundtlig overlevering af værker der svarer til Paninis grammatik.
Værkerne Brihatkatha og Mañjuśrī-mūla-kalpa nævner at Pāṇini var samtidig med Dhana Nanda (4. årh. f.Kr.).

## Indflydelse

### Indien
Pāṇinis Astadhyayi blev den grundlæggende tekst indenfor Vyākaraṇa, en gren indenfor hinduismens hjælpediscipliner som fokuserer på studiet af grammatik. Pāṇinis værker er blevet kommenteret indenfor traditionen bhashya, hvoraf Patanjalis Mahabhasya er den mest kendte, og af lærde indenfor buddhismen. Pāṇinis analyse af sammensatte substantiver danner stadig grundlaget for moderne beskrivelser af sammensætninger på indiske sprog. Pāṇinis beskrivelser betragtes som starten på klassisk sanskrit.
Panini er derudover nævnt i indiske fabler og gamle tekster. Panchatantra nævner for eksempel, at Pāṇini blev dræbt af en løve. 
Pāṇini blev afbildet på et indisk frimærke i august 2004. Det er 5 rupier værd. 

### Vestlige sprogforskere
På grund af især værket Aṣṭādhyāyī anser nogle europæiske forskere fra det nittende århundrede Pāṇini som den "første beskrivende lingvist" og som "sprogvidenskabens fader". Hans tilgang til grammatik påvirkede lingvister som Ferdinand de Saussure og Leonard Bloomfield.

### Datalogi
Paninis grammatik er blevet sammenlignet med senere elementer af programmeringssprog og andre formaliseringer, fordi den tilgår materialet algebraisk og indeholder metaregler, rekursion
og transformationer.
I 1967 blev det foreslået at omdøbe Backus Normal Form (nu Backus-Naur form) til Panini-Backus form for at anerkende ligheden mellem elementer af Backus-Naur form og Paninis sprogbeskrivelse.

## Eksterne links
- Panini-Backus beskrivelsen af formelle sprogs syntaks, af dr. T.R.N. Rao
- En Paninibiografi
- December 25, 2022, University of Cambridge: Unlocking the Secrets of the Past: Baffling Grammatical Puzzle Solved After 2,500 Years